# Greta Muhl

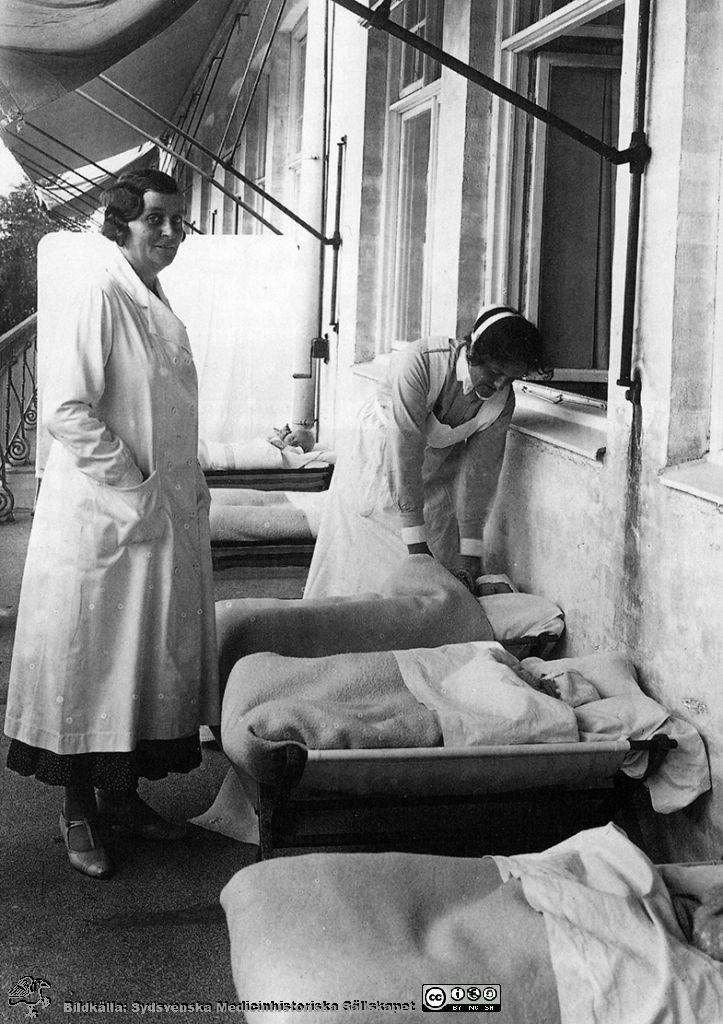
Greta Muhl på balkongen på Flensburgska barnsjukhuset i Malmö 1934.

Augusta Margareta (Greta) Muhl, född 13 juni 1883 i Borås, död 3 maj 1961, var en svensk läkare och politiker.

## Karriär
Greta Muhl var dotter till överstelöjtnanten Carl Johan Muhl. Efter mogenhetsexamen i Stockholm 1902 studerade hon vid Lunds universitet där hon avlade mediko-filosofisk examen 1902. Hon fortsatte därefter studierna vid Karolinska Institutet, blev medicine kandidat 1907, medicine licentiat 1913 och medicine doktor 1924 med sin avhandling "Über den Stoffwechsel des gesünden, natürlich ernährten Säuglings und dessen Beeinflussung durch Fettreduktion der Nahrung". År 1926–1948 var hon överläkare vid Flensburgska vårdanstalten i Malmö. Muhl var även folkpartistisk ledamot av stadsfullmäktige åren 1935–1942 samt nämndeman 1948–1953.
Greta Muhl blev 1907 även den första kvinnliga student som skrev in sig som medlem på Västgöta Nation i Lund.